# Chimera (biologia)

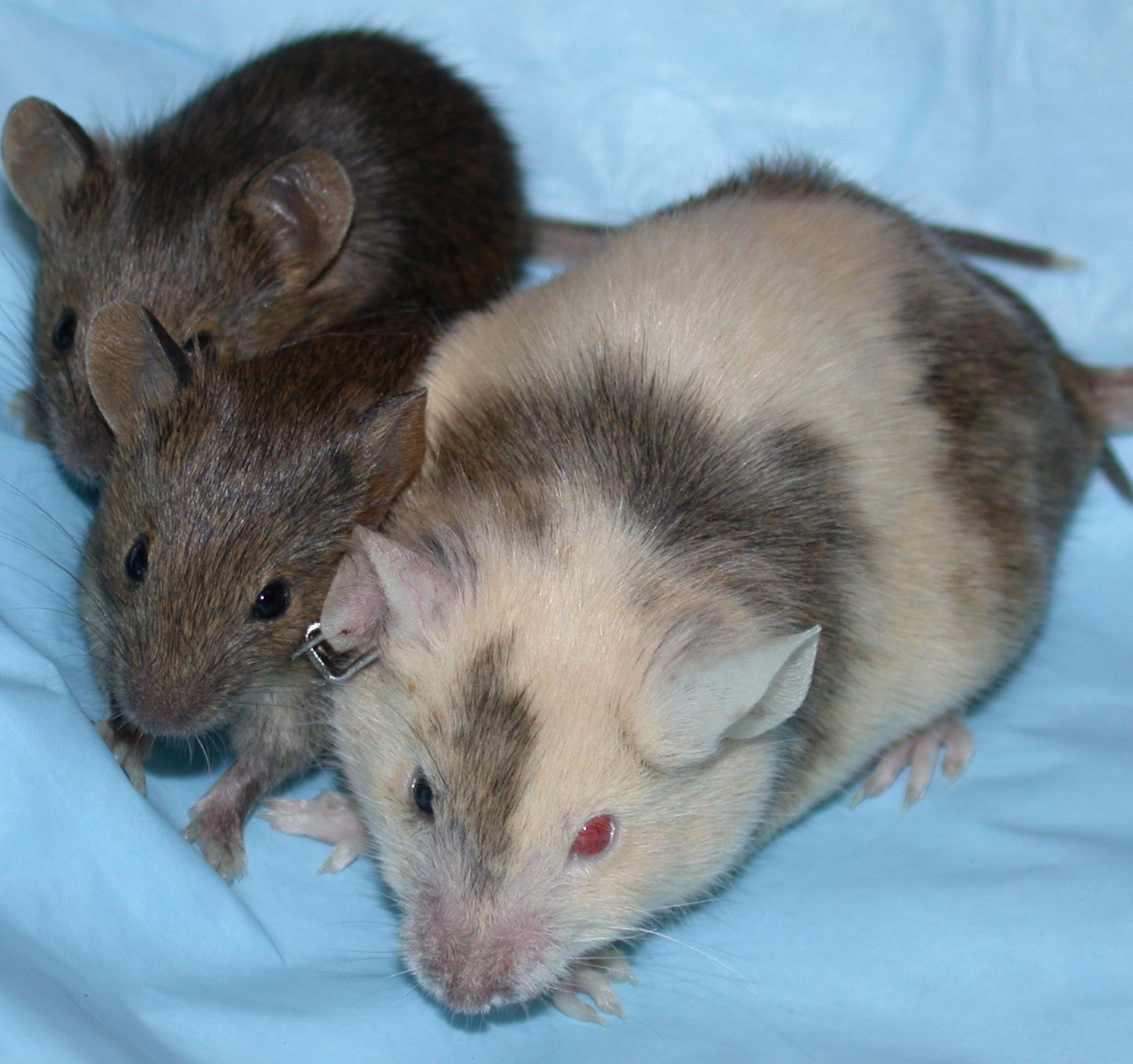
Un topolino chimerico con due suoi discendenti

 In zoologia, una chimera è un animale che ha due o più popolazioni differenti di cellule geneticamente distinte che sono originate da diversi zigoti; se le cellule differenti emergono dallo stesso zigote viene chiamato mosaico genetico.
Le chimere sono formate a partire da quattro cellule parentali (due uova fertilizzate o embrioni precoci fusi assieme) o da tre cellule parentali (un uovo fecondato viene fuso a un uovo non fertilizzato oppure un uovo fecondato viene fuso con dell'ulteriore sperma). Ciascuna popolazione cellulare conserva le proprie caratteristiche e l'animale risultante è una miscela di regioni mal assortite. Un'analogia sono due puzzle tagliati in modo identico, ma con figure differenti. Un singolo puzzle può essere formato da parti male assortite, ma il puzzle completo mostrerà regioni di entrambe le differenti figure.
Questa condizione può essere acquisita attraverso l'introduzione di cellule ematopoietiche allogeniche durante un trapianto, con una trasfusione di sangue o può essere ereditata. Nei gemelli eterozigoti, il chimerismo si verifica attraverso l'anastomosi dei vasi sanguigni. La probabilità che un bambino sia una chimera è aumentata se questo è stato concepito attraverso la fecondazione in vitro. Le chimere sono spesso in grado di riprodursi, ma la fertilità e il tipo di progenie dipendono da quale linea cellulare ha dato origine alle ovaie o ai testicoli.
Le chimere sono state chiamate così in analogia con la creatura mitologica Chimera.
Tale pratica ha suscitato nel tempo alcuni dibattiti a livello etico.

## Chimerismo tetragametico
Il chimerismo tetragametico è una causa meno comune di chimerismo congenito. Si verifica con la fecondazione di due cellule uovo da parte di due spermatozoi, seguita dalla fusione degli zigoti e dallo sviluppo di un organismo con linee cellulari mescolate. Questo accade a uno stadio molto precoce dello sviluppo, come quello della blastocisti. Un tale organismo è indicato come chimera tetragametica dal momento che si è originato da quattro gameti; due cellule uovo e due spermatozoi. In altre parole, la chimera si forma dalla fusione di due gemelli dizigotici a uno stadio precoce (zigote o blastocisti). Come tale, essi possono essere maschi, femmine o ermafroditi.
Mentre l'organismo si sviluppa, la chimera risultante può venire a possedere organi che hanno differenti set cromosomici. Per esempio, una chimera potrebbe avere un fegato composto di cellule con un set di cromosomi e avere un rene costituito da cellule con un secondo set cromosomico. Questo si è verificato nell'uomo, e sebbene un tempo fosse considerato molto raro, recenti evidenze suggeriscono che questo evento non sia così sporadico come si riteneva in precedenza. Molti individui vivono la loro vita senza nemmeno rendersi conto di essere delle chimere. La differenza nei genotipi può essere minima, o completamente irrintracciabile (per esempio: avere il pollice dell'autostoppista e un pollice normale, occhi di colore leggermente diverso, differente crescita dei peli su lati opposti del corpo ecc.).
Le persone affette da chimerismo sono identificate attraverso il ritrovamento di due popolazioni differenti di eritrociti o, nel caso gli zigoti fossero di sesso opposto, di genitali ambigui ed ermafroditismo da soli o in combinazione; queste persone a volte hanno anche pelle o capelli a macchie o eterocromia della pigmentazione dell'occhio. Se le blastocisti sono dello stesso sesso, il chimerismo può essere diagnosticato attraverso il test del DNA, sebbene questa sia una procedura rara. Se le blastocisti sono di sesso opposto, sono sviluppati i genitali di entrambi i sessi, sia ovaie che testicoli, oppure sono combinati (ovotestis), in una rara forma di intersessualità, una condizione precedentemente conosciuta come "vero ermafroditismo". Nel 2003 i casi umani di chimerismo riportati in letteratura erano 30-40, secondo la rivista New Scientist. Dal momento che si prevede che le chimere ermafrodite corrispondano alla metà delle chimere totali, con le chimere totalmente maschili e totalmente femminili rappresentanti ognuna un quarto del totale, questo suggerirebbe che la condizione non è particolarmente comune.
Le chimere naturali non vengono pressoché mai scoperte a meno che la loro progenie non presenti delle anomalie quali caratteristiche ermafrodite o maschili/femminili oppure lo scolorimento della pelle. Le chimere maggiormente visibili sono alcuni gatti di colore guscio di tartaruga oppure animali con organi sessuali ambigui o anomalie nel comportamento (come accade quando cellule femminili danno origine al cervello mentre gli organi sessuali si sono formati da cellule maschili e viceversa). Studi sui gatti di colore "guscio di tartaruga" di sesso maschile e su gatti di colore insolitamente simile a essi suggeriscono che il chimerismo naturale sia molto più comune di quanto precedentemente compreso e che questa condizione passi spesso inosservata.
Il chimerismo può essere rilevato con l'analisi del DNA. Il caso di Lydia Fairchild, per esempio, fu portato in tribunale dopo che il test del DNA aveva rivelato che non poteva essere la madre dei suoi figli dal momento che i loro DNA non erano compatibili. L'accusa mossa contro di lei fu ritirata quando divenne chiaro che Lydia era una chimera, data la compatibilità del DNA trovato nel suo tessuto cervicale. Un altro caso fu quello di Karen Keegan.
La condizione tetragametica ha importanti implicazioni per il trapianto di organi o cellule staminali. Le chimere di solito hanno una tolleranza immunologica per entrambe le proprie linee cellulari. Perciò, per un uomo tetragametico esiste un ampio assortimento di parenti e altre persone con i requisiti necessari a un donatore di organi.

## Microchimerismo
Il Microchimerismo è la presenza di un ridotto numero di cellule, geneticamente distinte da quelle dell'individuo ospite e da quelle di un organo. La forma più comune è il chimerismo fetomaterno (o chimerismo fetale) secondo il quale alcune cellule del feto passano alla madre. È stato documentato che le cellule fetali possono persistere nella circolazione materna per 38 anni. È stato dimostrato che il microchimerismo è presente anche dopo trasfusioni di sangue in popolazioni di pazienti gravemente immunocompromessi in seguito a un trauma fisico.

## Chimerismo parassitico nei Linophrinidae
Il chimerismo si verifica per natura nei pesci linofrinidi adulti ed è infatti una parte naturale ed essenziale del loro ciclo vitale. Uno o più maschi si attaccano alla femmina come parassiti (da soli non sarebbero in grado di raggiungere la completa maturità), formando infine un unico individuo ermafrodita con un sistema circolatorio in comune. Una volta fusi alla femmina, i maschi saranno in grado di raggiungere la maturità sessuale, sviluppando degli ampi testicoli mentre gli altri organi si atrofizzano.

## Chimerismo della linea germinale
Il chimerismo germinale si ha quando lo sperma e le cellule uovo di un organismo non sono geneticamente identiche all'individuo stesso. È stato scoperto che gli uistitì possono portare le cellule riproduttive dei loro gemelli a causa della fusione placentare che avviene durante lo sviluppo.

## Chimere nella ricerca
Nella ricerca biologica, le chimere vengono prodotte artificialmente mescolando fisicamente le cellule di due differenti organismi. Le chimere non sono ibridi, organismi che si formano dalla fusione di gameti di due specie diverse (come, ad esempio, un asino e un cavallo) che danno un unico zigote che si svilupperà finché potrà (in questo caso in un organismo vivente, il mulo o il bardotto); in confronto, le chimere sono miscele fisiche di cellule provenienti da due differenti zigoti: per esempio, uno dell'asino e uno del cavallo. Chimera è un termine ampiamente diffuso ed è spesso applicato a differenti modi di mescolare le cellule provenienti da diverse specie.
La distinzione tra chimere vegetali settoriali, meclinali e periclinali è ampiamente utilizzata. Esse si ottengono innestando genitori geneticamente diversi, cultivar diverse o specie diverse (che possono appartenere a generi diversi). I tessuti possono essere parzialmente fusi insieme dopo l'innesto per formare un unico organismo in crescita che conserva entrambi i tipi di tessuto in un singolo germoglio.
Nel 1953 sul British Medical Journal fu riportata una chimera umana. Una donna è stata trovata con sangue contenente due diversi gruppi sanguigni. Apparentemente questo fatto derivava dalle cellule di suo fratello gemello che vivevano nel suo corpo. Uno studio del 1996 ha rilevato che tale chimerismo di gruppi sanguigni non è raro.
Alcune chimere possono risultare dallo sviluppo finale di un animale adulto composto da cellule di entrambi i donatori, che potrebbero appartenere a specie diverse; per esempio, nel 1984 è stata prodotta una chimera caprecora combinando gli embrioni di una capra e di una pecora. La caprecora è stata un importante contributo per poter rispondere alla domanda fondamentale riguardo allo sviluppo e alle tecniche usate per crearla, potrebbero un giorno essere utilizzate per salvare delle specie in pericolo di estinzione. Per esempio, se si provasse a impiantare un embrione di capra in una pecora, il sistema immunitario di questa rigetterebbe l'embrione e la capra morirebbe; tuttavia, se si utilizzasse una capra/pecora che possiede il sistema immunitario sia della pecora sia della capra, l'embrione di capra sopravvivrebbe. Potrebbe essere possibile quindi estendere questa pratica con lo scopo di prevenire l'estinzione di alcune specie animali in via di estinzione.
Alcune chimere interspecie come la capra/pecora sono create in laboratorio e solo raramente con lo scopo di generare ibridi animali viventi. Oltre alla famosa caprecora, esistono chimere ratto/topo e coniglio/uomo che non possono svilupparsi al di là di pochi giorni. Queste chimere interspecie vengono create trapiantando cellule embrionali da un animale con una caratteristica in un embrione di un animale avente una diversa caratteristica. Questa pratica è di uso comune nel campo dell'embriologia e ha dato un importante contributo all'attuale comprensione della biologia animale. Per esempio, mescolando cellule embrionali di topi di colori differenti od altrimenti geneticamente distinti (della stessa specie), i ricercatori sono stati in grado di vedere come gli embrioni si sviluppano e quali organi e tessuti sono fra loro correlati (ovvero si originano dalla medesima linea cellulare).
Gli ibridomi non sono vere chimere come quelle appena descritte perché non risultano dalla miscela di due tipi cellulari ma dalla fusione di cellule di due specie diverse in un'unica cellula e dalla propagazione artificiale di essa in laboratorio. Gli ibridomi sono stati uno strumento di fondamentale importanza nella ricerca biomedica per decenni.
Nell'agosto del 2003, ricercatori della Shanghai Second Medical University in Cina annunciarono pubblicamente di esser riusciti con successo a fondere cellule epiteliali umane e ovuli di coniglio per creare il primo embrione chimerico umano. Gli embrioni erano stati lasciati sviluppare per diversi giorni, quindi erano stati distrutti per raccogliere le cellule staminali. È importante capire che studi come questi sono stati condotti con l'obiettivo di identificare una fonte economica ed etica per lo studio delle cellule staminali embrionali umane, dalle quali sviluppare delle cure mediche per il futuro. A causa dell'elevato potenziale terapeutico delle cellule embrionali umane e della moratoria americana riguardo all'utilizzo di embrioni scartati dalle cliniche per la fecondazione in vitro come anche altri interessi riguardo all'uso di embrioni umani direttamente per la ricerca, gli scienziati stanno provando a cercare strade alternative per la ricerca. Tuttavia, l'aumento di progetti realizzabili utilizzando chimere parzialmente umane e parzialmente animali come fabbriche per la creazione di cellule od organi non solo per la produzione biofarmaceutica (vedi gli ibridomi) e per gli xenotrapianti solleva delle grandi questioni riguardo a etica e sicurezza.
Durante il mese di novembre 2006, ricercatori inglesi dell'Università di Newcastle e del King's College di Londra inoltrarono una domanda alla Human Fertilisation and Embriology Authority per una licenza triennale che consentisse loro di fondere DNA umano con ovuli di mucca. Il progetto prevedeva l'inserzione di DNA umano in un ovulo vaccino, il cui materiale genetico era stato precedentemente rimosso, e quindi la creazione di un embrione con la stessa tecnica utilizzata nel caso della pecora Dolly. L'embrione risultante sarebbe stato per il 99,9% umano; l'unica componente vaccina sarebbe stato il DNA situato al di fuori del nucleo cellulare. Questa ricerca era già stata tentata diversi anni prima negli Stati Uniti, ma aveva fallito nell'ottenimento di tale embrione.
Nel 2007 alcuni scienziati dell'Università della Nevada's School of Medicine crearono una pecora che possedeva il 15% di cellule umane e l'85% di cellule animali.
Nel 2009 la cantante Taylor Muhl ha scoperto che quella che è sempre stata considerata una grande voglia sul suo busto era causata dal chimerismo.
Nel 2012 il primo esempio di un virus ibrido RNA-DNA presente in natura è stato scoperto durante uno studio metagenomico del lago Boiling Springs in California. Il virus è stato chiamato BSL-RDHV (Boiling Spring Lake RNA DNA Hybrid Virus). Il suo genoma è correlato a un circovirus a DNA, che di solito infetta uccelli e maiali, e a un tombusvirus a RNA che infetta le piante. Sono state trovate successivamente altre chimere virali noti come virus CHIV ("virus chimerici").
Nel 2017 è stata segnalata la creazione di una chimera uomo-maiale; la chimera è stata anche segnalata per avere lo 0,001% di cellule umane, con il resto del maiale.
Le chimere non devono essere confuse con i mosaici, che sono organismi con tipi cellulari geneticamente differenti, ma che originano da un unico zigote.
Nel 2021 alcuni ricercatori del Salk Institute for Biological Studies di La Jolla (California) in collaborazione con la e la Kunming University in Cina hanno ottenuto per la prima volta degli embrioni di macaco contenenti cellule staminali umane pluripotenti indotte. Tale lavoro è stato pubblicato sulla rivista Cell. I ricercatori sostengono che tale lavoro aiuta a capire lo sviluppo embrionale nell’essere umano e potrebbe rivelarsi utile per testare farmaci e sviluppare organi umani per trapianti.

## Galleria d'immagini

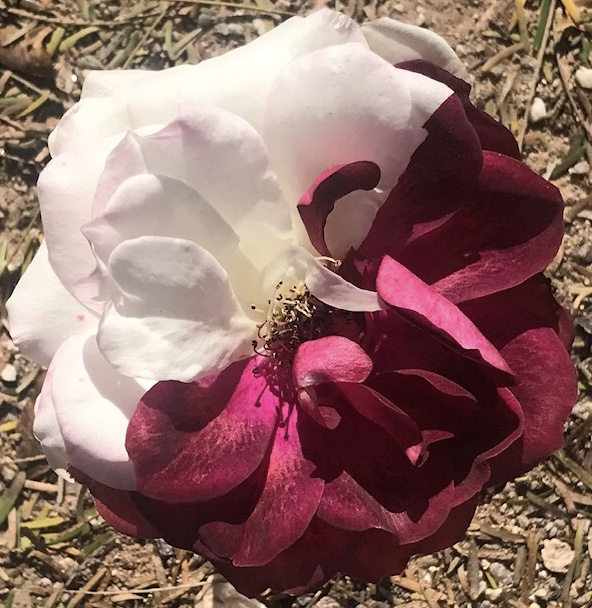
Rosa chimerica bicolore
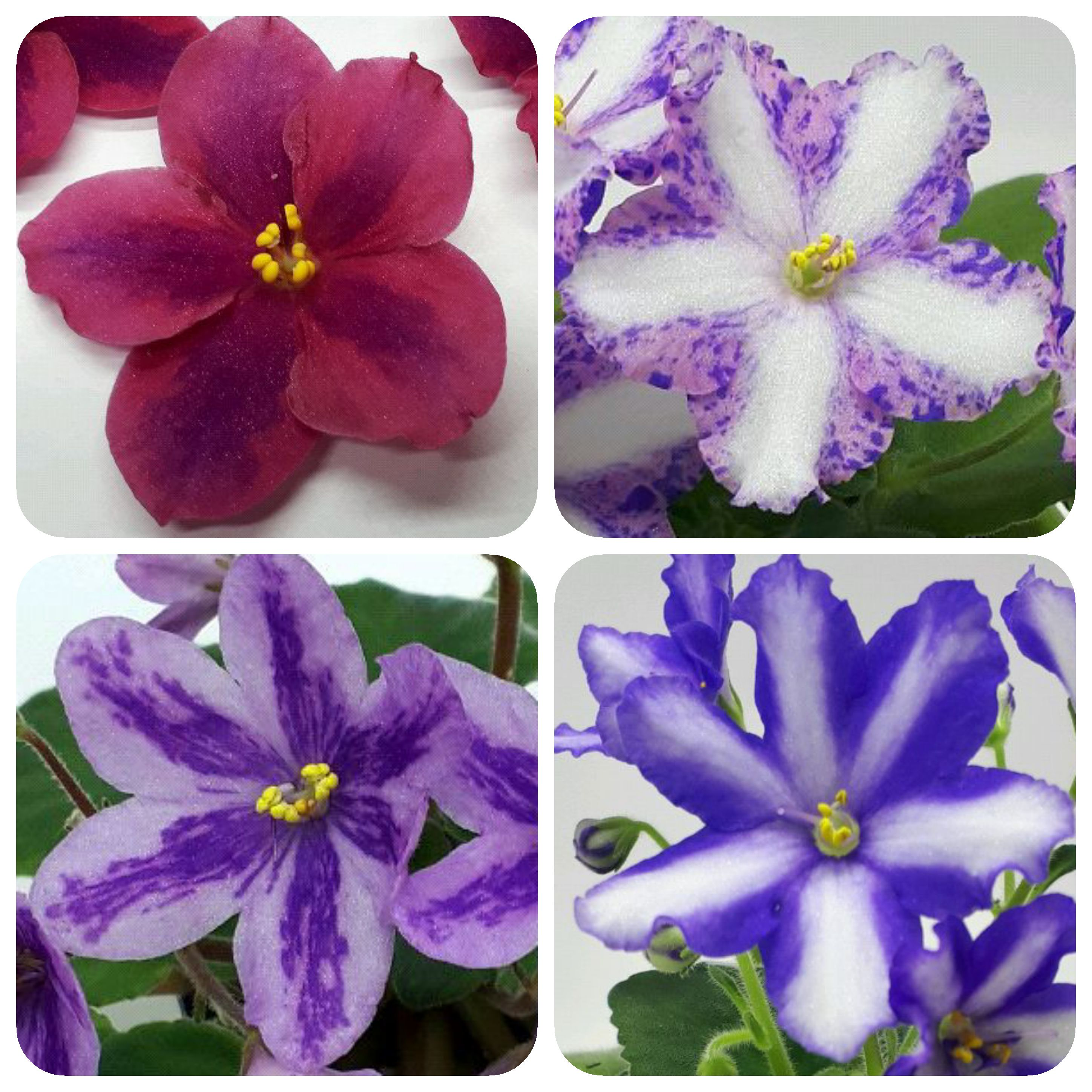
Violette africane che esibiscono chimerismo
Distribuzione dei caratteri chimerici per generazione
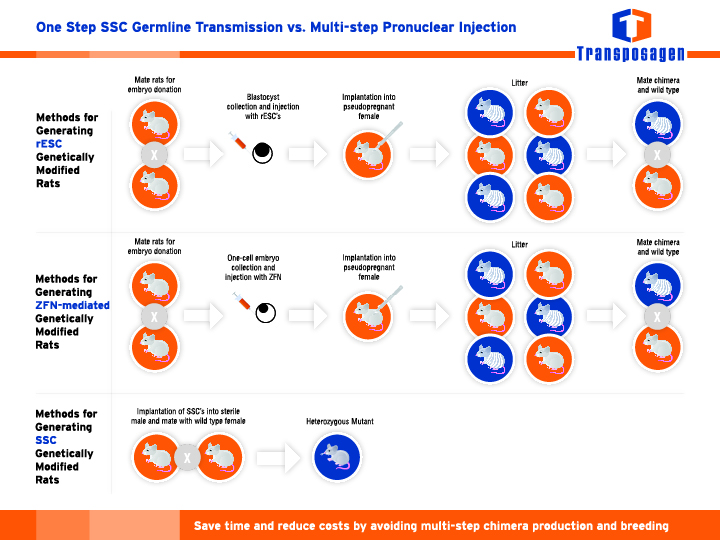
Produzione di animali geneticamente modificati utilizzando cellule staminali spermatogoni (SSC). Il metodo aggira il passaggio animale chimerico di altri metodi riducendo le tempistiche.